# Кочак, Тибор
Тибор Кочак (венг. Kocsák Tibor; род. 13 февраля 1954, Будапешт) — венгерский композитор.

## Биография
Тибор Кочак учился на фортепианном отделении Музыкальной академии Ференца Листа с 1973 по 1978 год, ученик Михая Бехера и Шандора Фалваи.
С 1978 года — доцент университета театра и кино.
С 1989 года работает директором музыки Театра Мадача.
Является автором более 50 сочинений, среди которых 11 мюзиклов и рок-опер («Анна Каренина», «Нана», «Летописец» и др.) и 2 балета («Трагедия человека», «Белоснежка и семь гномов»).
Его работы были представлены в Финляндии, Японии, Австрии, Эстонии, Германии, Румынии, Словакии, России.

## Известные произведения и постановки
- 2013 — «Белоснежка и семь гномов» (хореография — Дьюла Харангозо). Ростовский государственный музыкальный театр[2][3][4]